# Todd Lowe
Todd Lowe (Houston, 10 maggio 1977) è un attore statunitense.
È un attore statunitense da Humble, Texas, a circa quindici miglia da Houston.
Lowe è principalmente conosciuto per il ruolo di Zach van Gerbig, marito di Lane Kim nella serie televisiva Una mamma per amica. Inoltre è il cantante ed il chitarrista dei Pilbilly Knights, un gruppo country di Los Angeles, con il quale ha pubblicato un CD, California Night Club nel 2007.
Lowe è laureato all'università a Austin (Texas) in Arte nel 1999.  Prima di fare l'attore, ha lavorato anche come sostituto insegnante.
Dal 2008 al 2014 ha lavorato nella serie televisiva True Blood, nel ruolo di Terry Bellefleur.

## Filmografia

### Cinema
- L'orecchio dei Whit (A Texas Funeral), regia di W. Blake Herron (1999)
- Natural Selection, regia di Mark Lambert Bristol (1999)
- Qui dove batte il cuore (Where the Heart Is), regia di Matt Williams (2000)
- Pretty Princess, regia di Garry Marshall (2001)
- Ho incontrato Jimi Hendrix (My Dinner with Jimi), regia di Bill Fishman (2003)
- Redline, regia di Andy Cheng (2007)
- Sequoia, regia di Andy Landen (2014)
- 50 to 1, regia di Jim Wilson (2014)

### Televisione
- Walker Texas Ranger – serie TV, 2 episodi (1997-1999)
- The '70s – film TV, regia di Peter Werner (2000)
- Trash – film TV, regia di Michael Lehmann (2003)
- Silver Lake – film TV, regia di Kevin Bray (2004)
- Senza traccia (Without Trace) – serie TV, 1 episodio (2006)
- Una mamma per amica (Gilmore Girls ) – serie TV, 42 episodi (2002-2007)
- NCIS - Unità anticrimine (NCIS) – serie TV, 3 episodi (2009)
- CSI: Miami – serie TV, 1 episodio (2011)
- A passo di danza (Bunheads) – serie TV, 1 episodio (2012)
- True Blood – serie TV, 66 episodi (2008-2014)
- Criminal Minds - serie TV, 1 episodio (2015)

## Doppiatori italiani
Nelle versioni in italiano delle opere in cui ha recitato, Todd Lowe è stato doppiato da:
- Francesco Pezzulli in Una mamma per amica, Una mamma per amica: di nuovo insieme
- Fabrizio Russotto in True Blood
- Roberto Certomà in NCIS - Unità anticrimine
- Gaetano Varcasia in CSI: Miami
- Enrico Di Troia in Criminal Minds
- Sergio Lucchetti in Shooter